# Rozkład logarytmicznie normalny
Rozkład logarytmicznie normalny (albo logarytmiczno-normalny, log-normalny) – ciągły rozkład prawdopodobieństwa dodatniej zmiennej losowej, której logarytm ma rozkład normalny.
Z uwagi na to, że wiele zmiennych naturalnie pojawiających się zastosowaniach jest nieujemnych (rozmiar organizmu, wielkość opadów deszczu w meteorologii, przychód w ekonomii), rozkład logarytmicznie normalny znajduje zastosowanie w statystyce. Andriej Kołmogorow wyznaczył rozkład logarytmicznie normalny jako granicę procesu podziału cząsteczki na dwie kolejne o losowych wielkościach

## Definicja
Niech {\displaystyle X} będzie zmienną losową przyjmująca wartości dodatnie. Zmienna ta ma rozkład logarytmicznie normalny z parametrami {\displaystyle \mu } i {\displaystyle \sigma ^{2},} gdy zmienna losowa {\displaystyle Y=\ln X} ma rozkład normalny z parametrami {\displaystyle \mu } i {\displaystyle \sigma ^{2}.} Symbolicznie:
{\displaystyle X\sim \Lambda (\mu ,\sigma ^{2}).}
Funkcja gęstości zmiennej o rozkładzie {\displaystyle \Lambda (\mu ,\sigma ^{2})} wyraża się wzorem
{\displaystyle f(x)=\left\{{\begin{array}{ll}{\frac {1}{{\sqrt {2\pi }}\sigma x}}\exp \left(-{\frac {(\ln x-\mu )^{2}}{2\sigma ^{2}}}\right),&x>0\\0,&x\leqslant 0\end{array}}\right.}